# Mixed Softball Champions League
Die Mixed Softball Champions League (MSCL) ist seit der Anerkennung durch den Deutschen Baseball und Softball Verband (DBV) im Jahr 2011 die offizielle deutsche Meisterschaft im gemischtgeschlechtlichen Fastpitch Softball. Die teilnehmenden Mannschaften haben sich jeweils im Vorjahr in ihren regulären Ligen zur Teilnahme qualifiziert.

## Qualifikation
Das Turnier wird nicht vom DBV, sondern eigenverantwortlich organisiert („CL-Orga“). Deshalb muss kein Spieler oder Team Mitglied im DBV sein, und die Regeln (DVO) werden nicht vom DBV-Ausschuss für Wettkampfsport ausgegeben. Die Teilnehmer an der MSCL qualifizieren sich über die Teilnahme an einer der großen deutschen Hobby-Mixed-Softball-Ligen; zur Teilnahme an der MSCL sind die ersten zwölf Teams des Liga-Rankings (DVO 3.4) qualifiziert.
Anerkannte Qualifikationsligen (DVO 3.2) sind:
- Mixed Softball League Berlin (MSL-Berlin)
- RuhrFunLiga (RFL)
- Mixed-Softball-Liga des Südwestdeutschen Baseball- und Softballverbandes (SWBSV)
- Mixed-Softball-Liga des Baden-Württembergischen Baseball- und Softballverbandes (BWBSV)
- Mixed Softball League Bayern des Bayerischen Baseball- und Softball-Verbandes (BBSV)
- die bundesweite College Series (CoSe)
- nicht qualifiziert: BBQ Liga

## Besondere Regeln
Mindestens zwei Spieler müssen entweder weiblich oder männlich sein (DVO 4.).
Jedes Team darf maximal zwei Pick-Up Player (Fremd- oder Leihspieler) einsetzen (DVO 6.).

## Siegerliste
- Jahr: Nennt das Jahr der Meisterschaft. Eine Verlinkung verweist auf die entsprechende Saison.
- Meister: Nennt den Verein, der die Mixed Softball Champions League gewinnen konnte.
- Liga: Nennt die Liga, der der siegreiche Verein angehört.
- Vizemeister: Nennt den Verein, der die Vizemeisterschaft erringen konnte.
- Ergebnis: Nennt das Ergebnis des Endspiels.
- Ort: Nennt den Ort, an dem die Mixed Softball Champions League in dem entsprechenden Jahr stattfand.

| Jahr | Meister               | Liga           | Vizemeister           | Ergebnis | Ort           |
| ---- | --------------------- | -------------- | --------------------- | -------- | ------------- |
| 2005 | Paderborn Pitchbulls  | OWL-Funliga    | Ladenburg Romans      | 15:5     | Ladenburg     |
| 2006 | Aachen Aixplosives    | College Series | Paderborn Pitchbulls  | 7:1      | Paderborn     |
| 2007 | Paderborn Pitchbulls  | OWL-Funliga    | Aachen Aixplosives    | 7:6      | Geilenkirchen |
| 2008 | Paderborn Pitchbulls  | OWL-Funliga    | Aachen Aixplosives    | 11:5     | Geilenkirchen |
| 2009 | Trier Cardinals       | SWBSV-Funliga  | Munich Krasshoppers   | 12:6     | Mannheim      |
| 2010 | Black Sheep Berlin    | MSL-Berlin     | Mannheim Tornados     | 9:3      | Mannheim      |
| 2011 | Erlangen XTerminators | College Series | Homebase Bielefeld    | 8:1      | Berlin        |
| 2012 | UCE Travellers        | College Series | Homebase Bielefeld    | 9:1      | Köln          |
| 2013 | UCE Travellers        | College Series | Hall of Famers Berlin | 10:3     | Werl          |
| 2014 | Aachen Aixplosives    | College Series | Homebase Bielefeld    | 20:3     | Werl          |
| 2015 | UCE Travellers        | College Series | Aachen Aixplosives    | 7:3      | Köln          |
| 2016 | Aachen Aixplosives    | College Series | Karlsruhe Cougars     | 9:2      | Rheine        |
| 2017 | UCE Travellers        | College Series | Spartan Baboons       | 8:1      | Werl          |
| 2018 | UCE Travellers        | College Series | Spartan Baboons       | 11:5     | Minden        |
| 2019 | UCE Travellers        | College Series | Aachen Aixplosives    | 6:2      | Magdeburg     |
| 2022 | Wuppertal Hit Hunters | Ruhr Fun Liga  | Erlangen White Sox    | 12:2     | Werl          |
| 2024 | Aachen Aixplosives    | College Series | Prenzlberg Piranhas   | 12:2     | Aachen        |
| 2025 | Aachen Aixplosives    | College Series | Berlin Pink Panthers  | 5:1      | Berlin        |